# Theodora (senatrix)
Theodora, född cirka 870, död 916, var en romersk politiker, senatrix och serenissima vestaratrix i Rom.

## Biografi
Theodora var gift med adelsmannen Theophylact. Deras dotter Marozia var påven Sergius III:s konkubin; hans pontifikat var, så vitt man vet, anmärkningsvärt enbart på grund av pornokratins uppkomst genom Theodora och hennes döttrar, en period som även kallades Skökornas styre - pornokrati.
Theodora var mormor till påven Johannes XI, Marozias och - enligt Liutprand av Cremona och Liber Pontificalis - Sergius III:s son. Hon beskrevs av Liutprand, italiensk historiker och biskop av Cremona som en: 
skamlös hora ... [som] utövade makt över den romerska befolkningen som en man.